# Spathius striaticeps
Spathius striaticeps är en stekelart som först beskrevs av Cameron 1909.  Spathius striaticeps ingår i släktet Spathius och familjen bracksteklar. Utöver nominatformen finns också underarten S. s. zamboangensis.